# Дейв Газевінкель
Девід Джин «Дейв» Газевінкель (англ. David Gene «Dave» Hazewinkel; нар. 8 вересня 1944, Детройт, Мічиган) — американський борець греко-римського стилю, срібний та бронзовий призер чемпіонатів світу, учасник двох Олімпійських ігор.

## Життєпис
Виступав за борцівський клуб із Кун-Рапідс, штат Міннесота.

### Родина
Однояйцеви бйрат-близнюк Джим Газевінкель — теж член збірної команди США з греко-римської боротьби на двох Олімпіадах, учасник двох чемпіонатів світу (4 та 6 місця). Обидва були членами греко-римських олімпійських команд США в 1968 та 1972 роках і разом брали участь у шести послідовних світових та олімпійських першостях (1967—1972). Джим також був членом збірної на чемпіонаті світу 1966 року, а Дейв став першим американцем, який виграв дві медалі чемпіонатів світу з греко-римської боротьби (бронзу в 1969 році та срібло в 1970 році). Він такожж перший борець зі Сполучених Штатів, який виграв срібну медаль на чемпіонаті світу з греко-римської боротьби. Крім того, він був членом збірної США на чемпілнатах світу 1967 та 1971 років. Алан Райс був головним тренером збірної США з греко-римської боротьби на Олімпіаді в Мюнхені 1972 року. Райс тренував близнюків Хазевінкелів під час фінального олімпійського змагання. Після завершення спортивної кар'єри Дейв і Джим перейшли на тренерську роботу. Працюювали тренерами з боротьби у Військовій академії Маріон в штаті Алабама. Дей також був інструктором з фізичного виховання та головним тренером з боротьби в баптистській школі Rosemount.
Син Дейва Сем Газевінкель — борець вільного та греко-римського стилей, чемпіон світу серед студентів, бронзовий призер Панамериканського чемпіонату з греко-римської боротьби, чемпіон та срібний призер Панамериканських чемпіонатів, бронзовий призер Кубку світу, учасник Олімпійських ігор у змаганнях з вільної боротьби. Сем Газевінкель, брав участь у олімпійській збірній 2012 року з вільної боротьби у вазі до 55 кг. Змагання відбулися через 40 років після того, як батько і дядько Сема боролися на Олімпіаді в Мюнхені. Сем також був національним чемпіоном США з греко-римських змагань у 2005 та 2007 роках, а також чотириразовим всеамериканським чемпіоном, виступаючи за Університет Оклахоми.
Родина Газевінкелів отримала нагороду Alan and Gloria Rice Greco — Legacy Award, яка вшановує родини та команди, які зробили значний вплив на греко-римську боротьбу в США.

## Спортивні результати на міжнародних змаганнях

### Виступи на Олімпіадах
| Змагання                    | Збірна | Вагова категорія                 | Місце                    |
| --------------------------- | ------ | -------------------------------- | ------------------------ |
| Літні Олімпійські ігри 1968 | США    | греко-римська боротьба, до 57 кг | вибув після 4 раунду з 8 |
| Літні Олімпійські ігри 1972 | США    | греко-римська боротьба, до 57 кг | вибув після 2 раунду з 8 |

### Виступи на Чемпіонатах світу
| Змагання                        | Збірна | Вагова категорія                 | Місце  |
| ------------------------------- | ------ | -------------------------------- | ------ |
| Чемпіонат світу з боротьби 1969 | США    | греко-римська боротьба, до 57 кг | Бронза |
| Чемпіонат світу з боротьби 1970 | США    | греко-римська боротьба, до 57 кг | Срібло |